# 耶夫勒
耶夫勒（發音：[ˈjɛ̌ːvlɛ] ⓘ）是瑞典中東部的一座海港城市，也是耶夫勒堡省的首府，同時為瑞典北部歷史最悠久的城市。該市位於首都斯德哥爾摩西北161公里，2005年人口為68,700，是瑞典北部最古老的城市。

## 历史
据信耶夫勒（Gävle）的名称来源于单词gavel，在古瑞典语意思是河岸，即耶夫勒河（Gavleån）。最早的定居者被称为Gavle-ägarna,意即“gavel的所有者”。这个名称被简化为Gavle，随后变化为Gefle，最后定名为Gävle。
在很长一段时间，耶夫勒只是有一些零散的、低矮的木屋组成的建筑群。船住宅停靠在耶夫勒Gavleån、Lillån和Islandsån河边。直到1700年代，城镇开始围绕着4个最重要的建筑（教堂，地区宫殿、市政大厅）建设。
在过去的300年中，耶夫勒遭遇过3次重大火灾。在1776年的火灾之后，城镇重建了笔直的马路和长方形的城砖。用石块和砖建筑的房子逐渐增多。最大的火灾发生在1869年，在近万名居民中的8000名失去了自己的住所，350个农场被毁。在耶夫勒河北岸的整个城镇几乎被损毁，而南岸的建筑物得以幸免。老城中博物馆和图书馆之间的地区得以作为历史遗迹保存至今。
在经历火灾的创伤后耶夫勒开始独特的发展。城市中有大片的绿地和宽阔的大道。发展背后的理念是防止未来的城镇大火。
1950年代开始，城市中心区域开始了全方位的再发展。在1970年左右，耶夫勒联合附近的 Valbo、Hamrånge、Hedesunda和Hille自治市，形成了一个较大的都市区。新的郊区，像Stigslund、Sätra、Andersberg和Bomhus都在不断的发展。

## 耶夫勒山羊

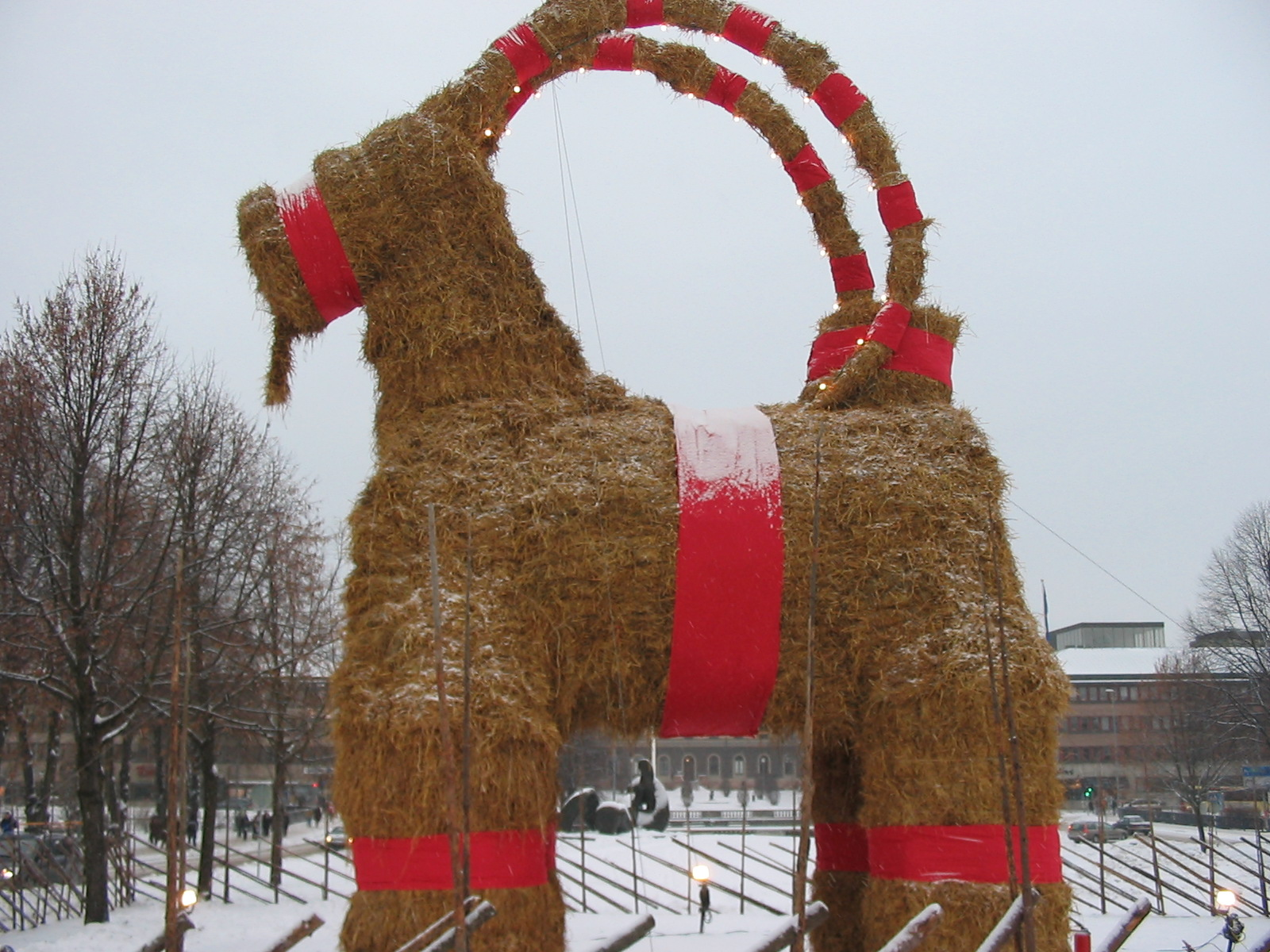
耶夫勒山羊

耶夫勒山羊（Gävlebocken）的故事开始于1966年。Stig Gavlén产生了在耶夫勒市中心城堡广场（Slottstorget）放置巨型瑞典传统稻草圣诞山羊的想法。1966年12月1日，一个13米高，7米长，3吨重的稻草山羊被树立在广场上。在除夕午夜，山羊着火。从此，几乎每年山羊都被烧毁。2005年山羊被第22次烧毁。在耶夫勒，烧毁山羊是一种非法行为，而且当地的大多数居民并不而支持，但毫无疑问，这种行为使得耶夫勒山羊变得远近闻名。在2006年，山羊的表面被覆盖上了一种防火涂料，保证山羊能够度过整个寒冬。

## 经济
在1400年代，铜、铁等金属开始从耶夫勒港口出口，贸易随之迅速发展。为了保证所有的交易都通过斯德哥尔摩完成，从耶夫勒直接运往国外被禁止。到了1500年代，耶夫勒成为了瑞典重要的港口和商业城市之一，拥有众多航运公司和船厂。1787年，耶夫勒获得了“自由和不受限”地进出外国港口的权利。这崔金了贸易的发展，进而带动了当地建筑、工业、商业和造船业的发展。
时至今日，当地几乎已经没有了航运公司或者造船厂，但是重要的港口依然保留。耶夫勒港依然是瑞典十大常用港口之一。

### 主要企业
耶夫勒是一个工业城市，从13世纪便开始出口钢铁和铜。其特色企业有：
- Korsnäs （页面存档备份，存于） (林业)
- Stora Cell Industri (林业])
- 卡夫食品 (Gevalia 咖啡 and 调味品)
- Leaf AB (糖果和糕点, 拥有品牌Läkerol和Ahlgrens)
- Gävle Galvan (电化学工业)
- Gävle Stål (钢铁工业)
- Gävle Varv (压力容器)
- Cale Industri (停车收费器)
- 爱立信 (无线电)
- sandvik （页面存档备份，存于）(工程机械)

## 教育
耶夫勒大学（Högskolan i Gävle）是全市最高学府，位于市中心。

## 姊妹城市
- 南非 水牛城
- 冰島 奥尔塔内斯
- 挪威 约维克
- 丹麦 奈斯特韦兹
- 芬兰 劳马
- 拉脫維亞 尤爾馬拉
- 美国 加爾瓦

## 其他
耶夫勒以当地的Gevalia（Gevalia是耶夫勒的拉丁语名称）咖啡而闻名，该咖啡以麦克斯韦尔的商标出口。其他闻名的特色还有耶夫勒山羊，Läkerol牌润喉片、车形的软糖“Ahlgrens”，以及当地的冰球队Brynäs IF。

### 体育
耶夫勒当地足球队Gefle IF和冰球队布萊納斯IF目前在瑞典的最该级别联赛中。耶夫勒也是摔跤俱乐部“BK Loke”的主场。

### 威士忌
当地从1999年开始出产一种名叫Mackmyra Whisky的威士忌酒，这是全瑞典唯一的威士忌蒸馏厂。